# Moderus Beta (tramwaj)
Moderus Beta – jedno- lub trójczłonowe, jednoprzestrzenne, jedno- lub dwukierunkowe, częściowo niskopodłogowe tramwaje produkowane przez przedsiębiorstwo Modertrans Poznań. Są one eksploatowane w Górnośląsko-Zagłębiowskiej Metropolii, Poznaniu, Szczecinie, Wrocławiu, Elblągu i Grudziądzu. Wyprodukowano łącznie 162 sztuki.

## Historia

### Pierwsze Bety dla MPK Poznań
31 grudnia 2005 MPK Poznań, które dotychczas modernizowało tramwaje we własnym zakresie, utworzyło na bazie Zakładu Napraw Autobusów w Biskupicach spółkę córkę – Modertrans Poznań. Jednocześnie rozszerzono zakres działalności spółki o modernizację tramwajów. W początkowym okresie głównym odbiorcą modernizowanych tramwajów było MPK Poznań, które w latach 2006–2010 otrzymało 68 zmodernizowanych 105Na – Moderusów Alfa.
W 2009 roku MPK Poznań zamówiło w swojej spółce córce 4 tramwaje (z opcją na 3 kolejne) oparte na konstrukcji Moderusów Alfa, jednakże w wariancie trójczłonowym, jednoprzestrzennym. Zamówiono tramwaje jednostronne, jednokierunkowe, składające się z 2 członów wysokopodłogowych opartych na dwóch wózkach każdy oraz zawieszonego pomiędzy nimi i połączonego niepodpartymi przegubami członu środkowego, posiadającego obszar niskiej podłogi. Początkowo planowano, że Moderusy Beta powstaną w ramach modernizacji tramwajów 105Na, jednakże później plany uległy zmianie i zbudowano całkowicie nowy pojazd, który jedynie był wzorowany na modelu 105Na. Ostatecznie zamówienie rozszerzono do 24 egzemplarzy.

### Kolejne zamówienia
- 11 marca 2014 – podpisanie umowy na dostawę elementów i podzespołów do 1 sztuki Bety MF 15 AC dla Tramwajów Szczecińskich[8],
- 4 września 2014 – podpisanie umowy na dostawę elementów i podzespołów do 1 sztuki Bety MF 15 AC dla Tramwajów Szczecińskich[9],
- 27 listopada 2014 – podpisanie umowy na dostawę 12 Bet MF 16 AC BD dla Tramwajów Śląskich[10][11],
- 7 lipca 2015 – podpisanie umowy na dostawę 6 Bet MF 19 AC (z opcją na 16 kolejnych) dla MPK Wrocław[12][13],
- styczeń 2016 – podpisanie umowy na dostawę 20 Bet MF 20 AC (z opcją na 10 kolejnych) dla MPK Poznań[14],
- kwiecień 2016 – podpisanie umowy na dostawę 10 Bet MF 22 AC BD dla MPK Poznań[15],
- połowa 2016 – podpisanie umowy na dostawę 3 Bet MF 19 AC (w ramach opcji z wcześniejszego zamówienia) dla MPK Wrocław[16][17],
- koniec 2016 – podpisanie umowy na dostawę 13 Bet MF 19 AC (w ramach opcji z wcześniejszego zamówienia) dla MPK Wrocław[17],
- czerwiec 2017 – podpisanie umowy na dostawę 3 Bet MF 09 AC dla Tramwajów Elbląskich[18][19],
- 13 października 2017 – podpisanie umowy na dostawę 40 Bet dla MPK Wrocław[20],
- grudzień 2017 – podpisanie umowy na dostawę elementów i podzespołów do 2 Bet dla Tramwajów Szczecińskich[21],
- 17 stycznia 2018 – podpisanie umowy na dostawę 1 Bety MF 09 AC dla Tramwajów Elbląskich[18][19],
- 8 marca 2018 - podpisanie umowy na dostawę 8 Bet MF 10 AC i 2 Bet MF 11 AC BD dla Tramwajów Śląskich[22]
- styczeń 2020 – podpisanie umowy na dostawę 1 Bety MF 09 AC dla Tramwajów Elbląskich[23],
- 25 marca 2021 – podpisanie umowy na dostawę 4 Bet MF 28 AC dla MZK Grudziądz[24],
- 7 listopada 2024 – podpisanie umowy na dostawę 3 Bet dla MZK Grudziądz[25].

### Testy bez zamówienia

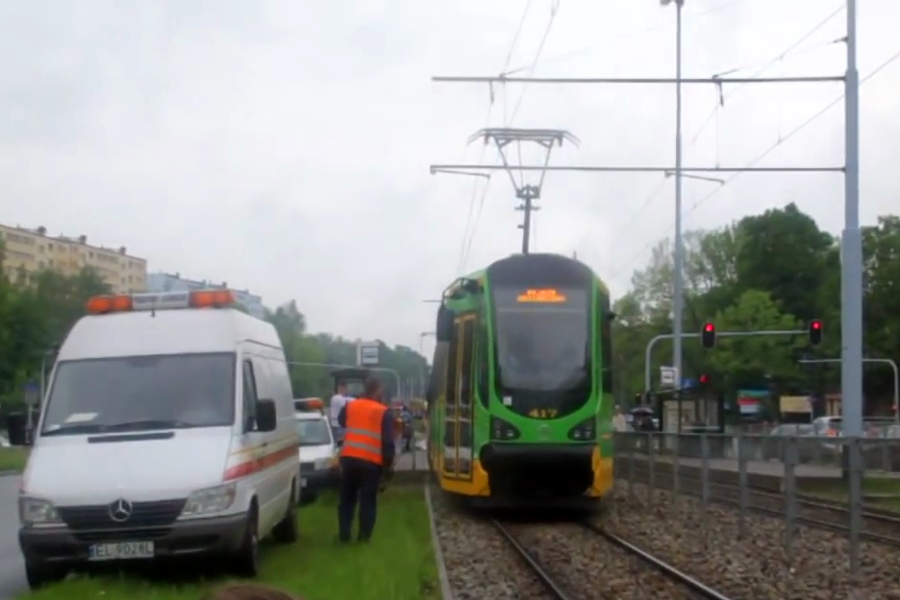
Testy poznańskiej Bety w Łodzi

8 maja 2012 do Łodzi została przewieziona jedna z poznańskich bet MF 02 AC, która na miejscu otrzymała wąskotorowe wózki pochodzące z innego tramwaju. 10 maja ta jednostka została zaprezentowana i odbyły się pierwsze jazdy próbne, a dzień później rozpoczęto testy tramwaju w ruchu liniowym. Tramwaj testowany był na liniach: 7, 9A, 11, 12 i 16A, na niektórych trasach odbyły się jedynie nocne testy bez pasażerów. Powodem testów było to, że MPK – Łódź zastanawiało się nad modernizowaniem swoich pojazdów wykorzystując doświadczenia Modertransu. 6 czerwca tramwaj wrócił do Poznania.

## Konstrukcja

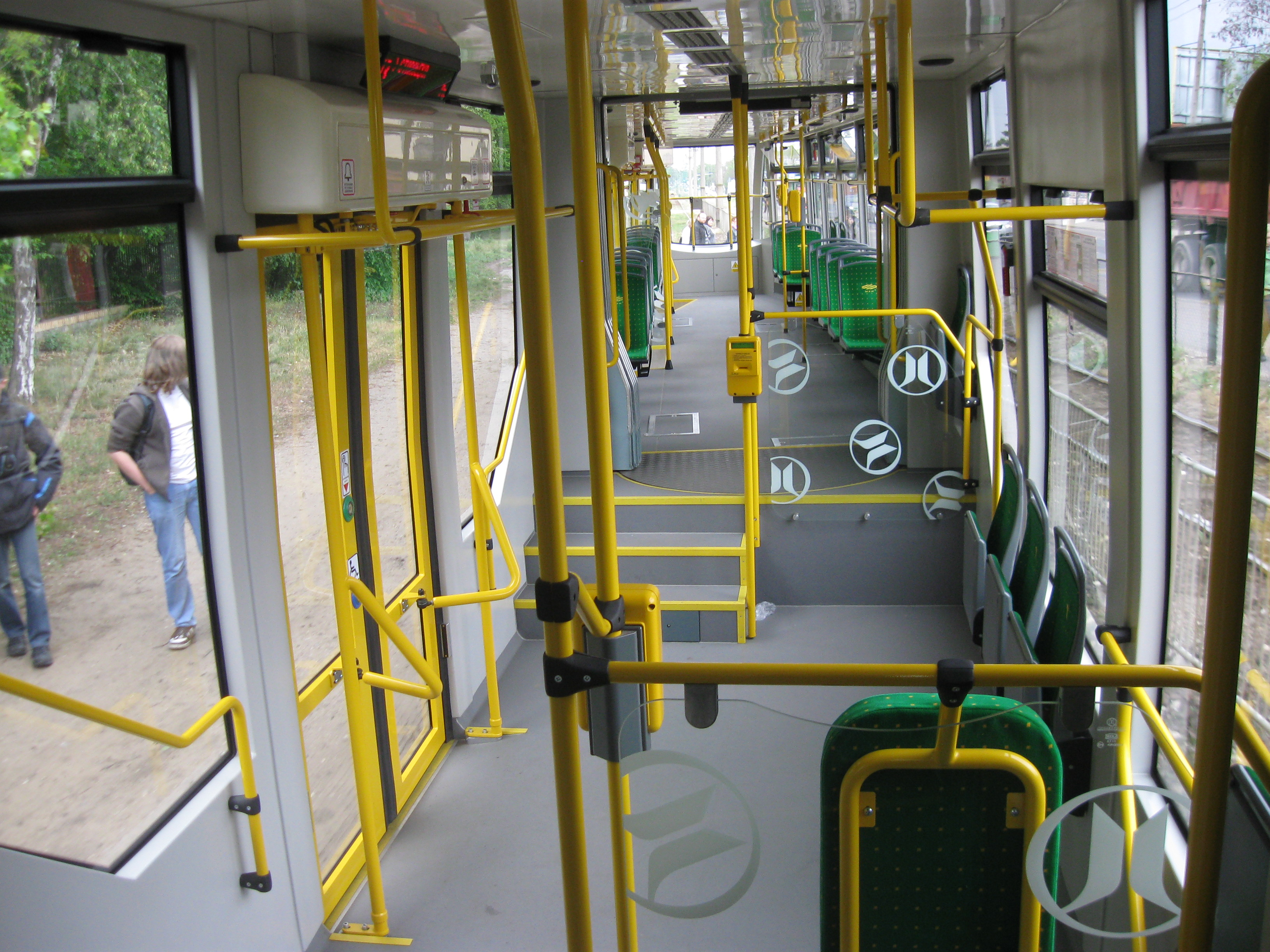
Wnętrze niskopodłogowego członu

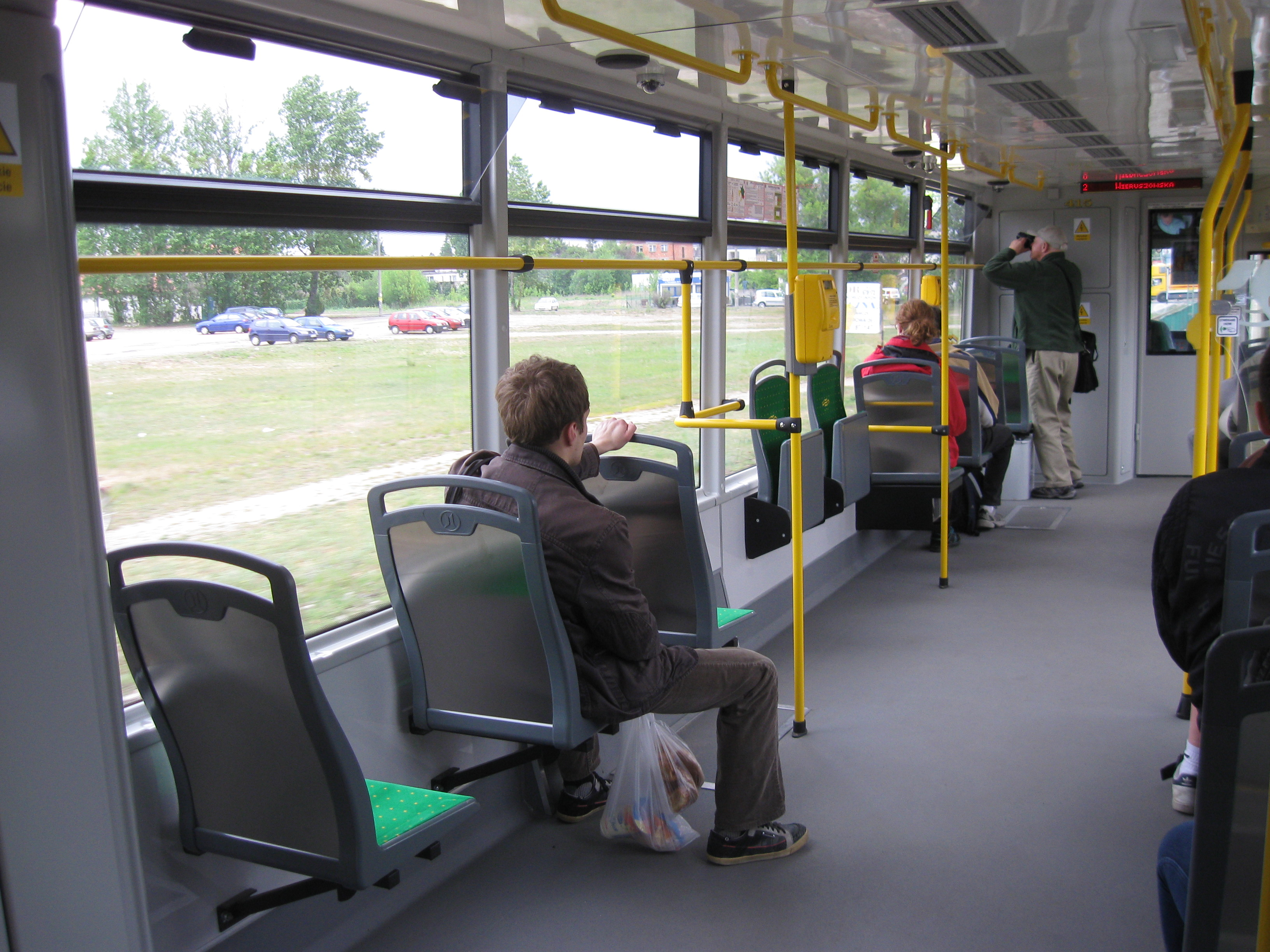
Wnętrze wysokopodłogowego członu

Moderus Beta to tramwaj jedno- bądź trójczłonowy.
W wersji trójczłonowej środkowy człon jest niskopodłogowy, a drzwi są odskokowe otwierane na zewnątrz. Jego długość wynosi 28,25 m, szerokość 2,35 m, a wysokość 3,35. Tramwaj może poruszać się z maksymalną prędkością 70 km/h.
Beta MF jest wyposażona w energooszczędną aparaturę z silnikami prądu przemiennego, która ułatwia odzysk i przekazywanie energii do sieci trakcyjnej.
Wersja szczecińska różni się od poznańskiej podwójnymi rzędami siedzeń w członach skrajnych, dodatkowymi siedzeniami w członie niskopodłogowym i systemem informacji pasażerskiej. Ponadto w członie niskopodłogowym została zamontowana wysuwana platforma ułatwiająca wjazd wózków dziecięcych i inwalidzkich.
| Liczba członów | Typ         | Miejsca siedzące | Właściwości |                      |
| --- | ----------- | ---------------- | --- | -------------------- |
| 1 | MF 09 AC    | 26+2             | | [ 18 ] [ 19 ]        |
| 1 | MF 10 AC    |                  | przewóz osób na wózkach · klimatyzacja przestrzeni pasażerskiej · ładowarki USB                                          | [ 30 ] [ 31 ]        |
| 1 | MF 11 AC BD |                  | przewóz osób na wózkach · pojazd dwukierunkowy · klimatyzacja przestrzeni pasażerskiej · ładowarki USB                   | [ 30 ] [ 32 ]        |
| 3 | MF 02 AC    | 30+9             | przewóz osób na wózkach                                                                                                  | [ 7 ]                |
| 3 | MF 15 AC    | 62               | przewóz osób na wózkach · automaty biletowe                                                                              | [ 29 ] [ 33 ]        |
| 3 | MF 16 AC BD | 46               | przewóz osób na wózkach · pojazd dwukierunkowy                                                                           | [ 11 ] [ 34 ]        |
| 3 | MF 19 AC    | 40               | przewóz osób na wózkach · klimatyzacja przestrzeni pasażerskiej · automaty biletowe · ładowarki USB                      | [ 12 ] [ 13 ] [ 35 ] |
| 3 | MF 20 AC    |                  | przewóz osób na wózkach · klimatyzacja przestrzeni pasażerskiej · ładowarki USB · przewóz rowerów                        | [ 14 ] [ 36 ]        |
| 3 | MF 22 AC BD |                  | pojazd dwukierunkowy · klimatyzacja przestrzeni pasażerskiej · ładowarki USB                                             | [ 15 ] [ 36 ]        |
| 3 | MF 24 AC    |                  | | [ 20 ]               |
| 3 | MF 29 AC BD | 40+6             | przewóz osób na wózkach · klimatyzacja przestrzeni pasażerskiej · ładowarki USB · przewóz rowerów · pojazd dwukierunkowy | [ 37 ] [ 38 ]        |
| 3 | MF 28 AC    |                  | przewóz osób na wózkach · klimatyzacja przestrzeni pasażerskiej · automaty biletowe                                      | [ 24 ] [ 39 ]        |
| – możliwość przewozu osób na wózkach – klimatyzacja przestrzeni pasażerskiej · – tramwaj dwukierunkowy – biletomaty – ładowarki USB – stojaki na rowery |             |                  | |                      |

## Eksploatacja
| Państwo        | Lokalizacja    | Przewoźnik            | Typ            | Czas eksploatacji | Liczba    |                                    |
| -------------- | -------------- | --------------------- | -------------- | ----------------- | --------- | ---------------------------------- |
| Polska         | Poznań         | MPK Poznań            | MF02AC         | od 2011           | 24        | [ 40 ] [ 41 ]                      |
| Polska         | Poznań         | MPK Poznań            | MF20AC         | od 2016           | 20        | [ 36 ] [ 42 ]                      |
| Polska         | Poznań         | MPK Poznań            | MF22AC BD      | od 2017           | 10        | [ 36 ] [ 43 ] [ 44 ]               |
| Polska         | Szczecin       | Tramwaje Szczecińskie | MF15AC         | od 2014           | 2         | [ 9 ] [ 29 ] [ 45 ]                |
| Polska         | Szczecin       | Tramwaje Szczecińskie | MF25AC         | od 2018           | 2         | [ 46 ]                             |
| Polska         | Szczecin       | Tramwaje Szczecińskie | MF29AC BD      | od 2021           | 6         | [ 37 ] [ 47 ] [ 48 ] [ 49 ] [ 50 ] |
| Polska         | GZM            | Tramwaje Śląskie      | MF16AC BD      | od 2015           | 12        | [ 11 ] [ 51 ] [ 52 ]               |
| Polska         | GZM            | Tramwaje Śląskie      | MF10AC         | od 2020           | 13        | [ 31 ] [ 53 ]                      |
| Polska         | GZM            | Tramwaje Śląskie      | MF11AC BD      | od 2020           | 3         | [ 32 ] [ 54 ] [ 53 ]               |
| Polska         | Wrocław        | MPK Wrocław           | MF19AC         | od 2015           | 22        | [ 12 ] [ 13 ] [ 55 ] [ 56 ]        |
| Polska         | Wrocław        | MPK Wrocław           | MF24AC         | od 2018           | 40        | [ 20 ] [ 57 ] [ 56 ] [ 58 ]        |
| Polska         | Elbląg         | Tramwaje Elbląskie    | MF09AC         | od 2020           | 5         | [ 23 ] [ 59 ] [ 60 ]               |
| Polska         | Grudziądz      | MZK Grudziądz         | MF28AC         | od 2022           | 4         | [ 61 ] [ 62 ] [ 39 ]               |
| Polska         | Grudziądz      | MZK Grudziądz         | 0 z 3          |                   |           |                                    |
| Łączna liczba: | Łączna liczba: | Łączna liczba:        | Łączna liczba: | Łączna liczba:    | 163 z 166 |                                    |

### Poznań

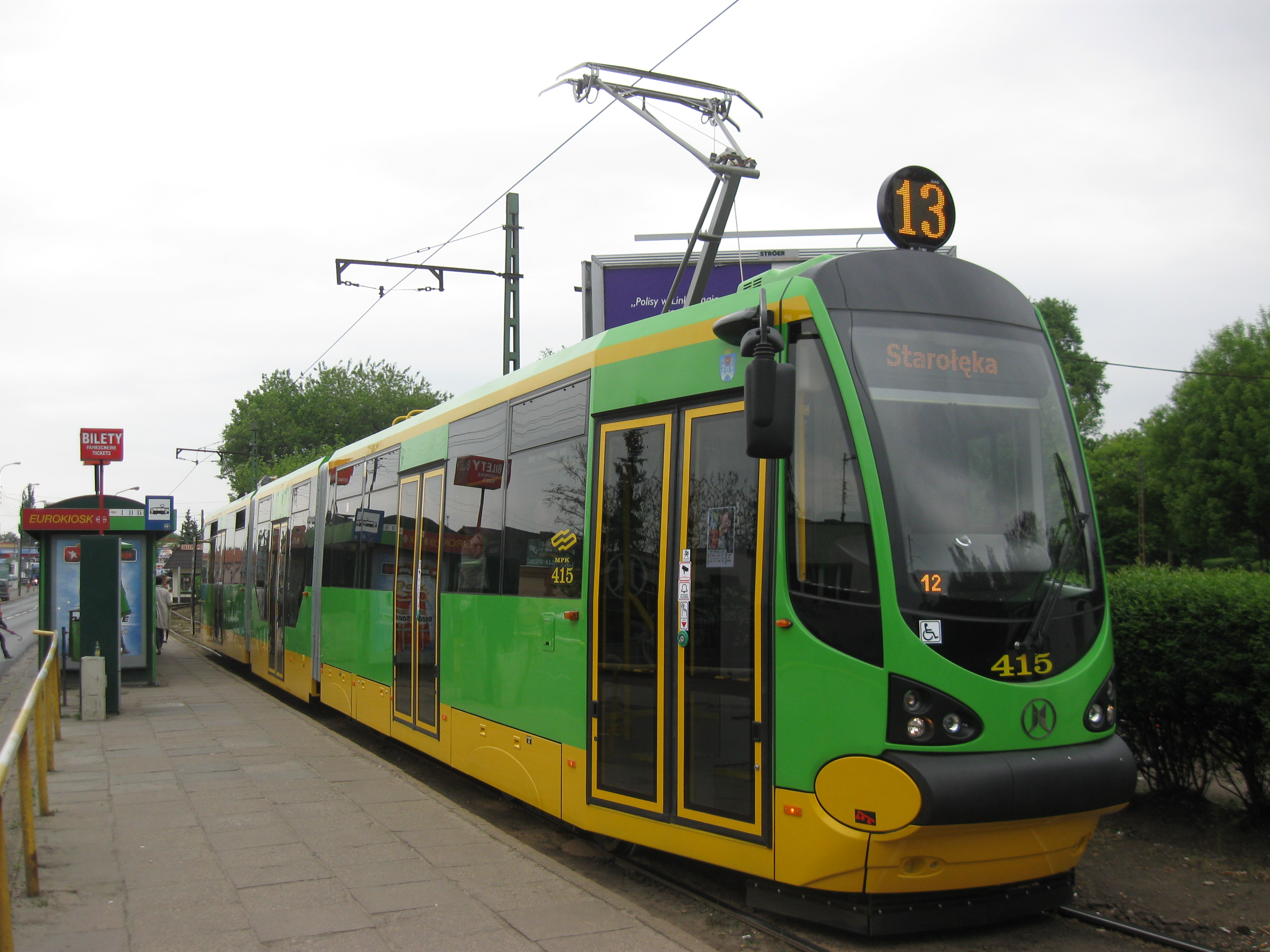
Moderus Beta MF 02 AC

12 marca 2011 roku do zajezdni przy ulicy Fortecznej dotarł pierwszy z 24 zamówionych tramwajów. 28 kwietnia uzyskał świadectwo homologacji, zaś 17 maja 2011 zadebiutował w ruchu liniowym  na linii nr 13. W 2011 roku dostarczono łącznie 9 sztuk, w 2012 roku 5 sztuk, w 2013 roku kolejnych 5, a w 2014 roku 3 egzemplarze. 31 grudnia 2015 dostarczono ostatnią, 24. sztukę.
W styczniu 2016 przewoźnik zamówił 20 kolejnych Bet z opcją rozszerzenia o 10 dodatkowych sztuk. Tramwaje te od wcześniej zamówionych mają różnić się wyposażeniem wnętrza. 1 września został odebrany pierwszy egzemplarz.
W kwietniu 2016 przewoźnik zamówił następne 10 Bet, tym razem w wersji dwukierunkowej. 11 stycznia 2017 pierwszy egzemplarz dwukierunkowy zadebiutował na linii nr 1.

### Szczecin

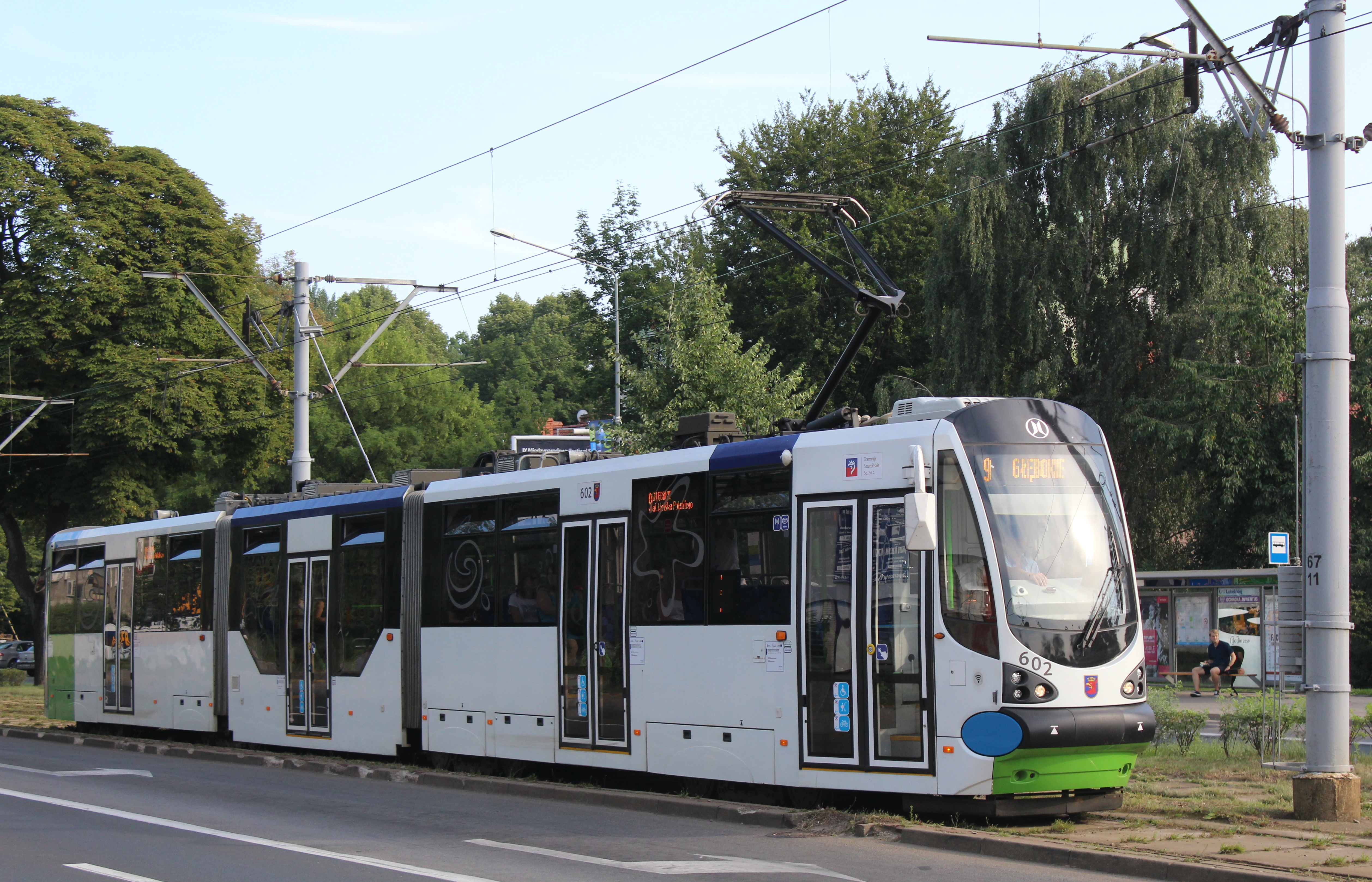
Moderus Beta MF 15 AC

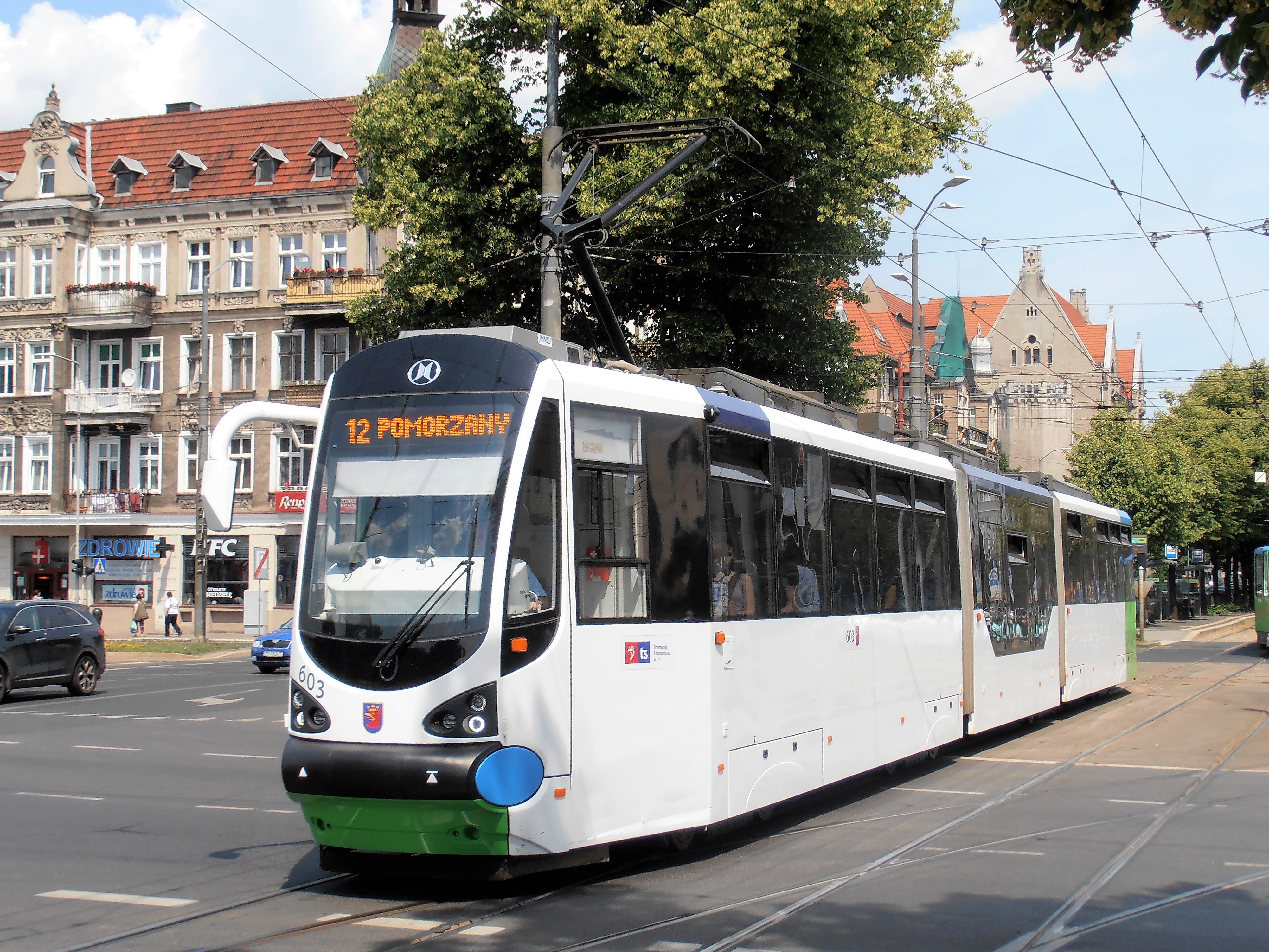
Moderus Beta MF 25 AC

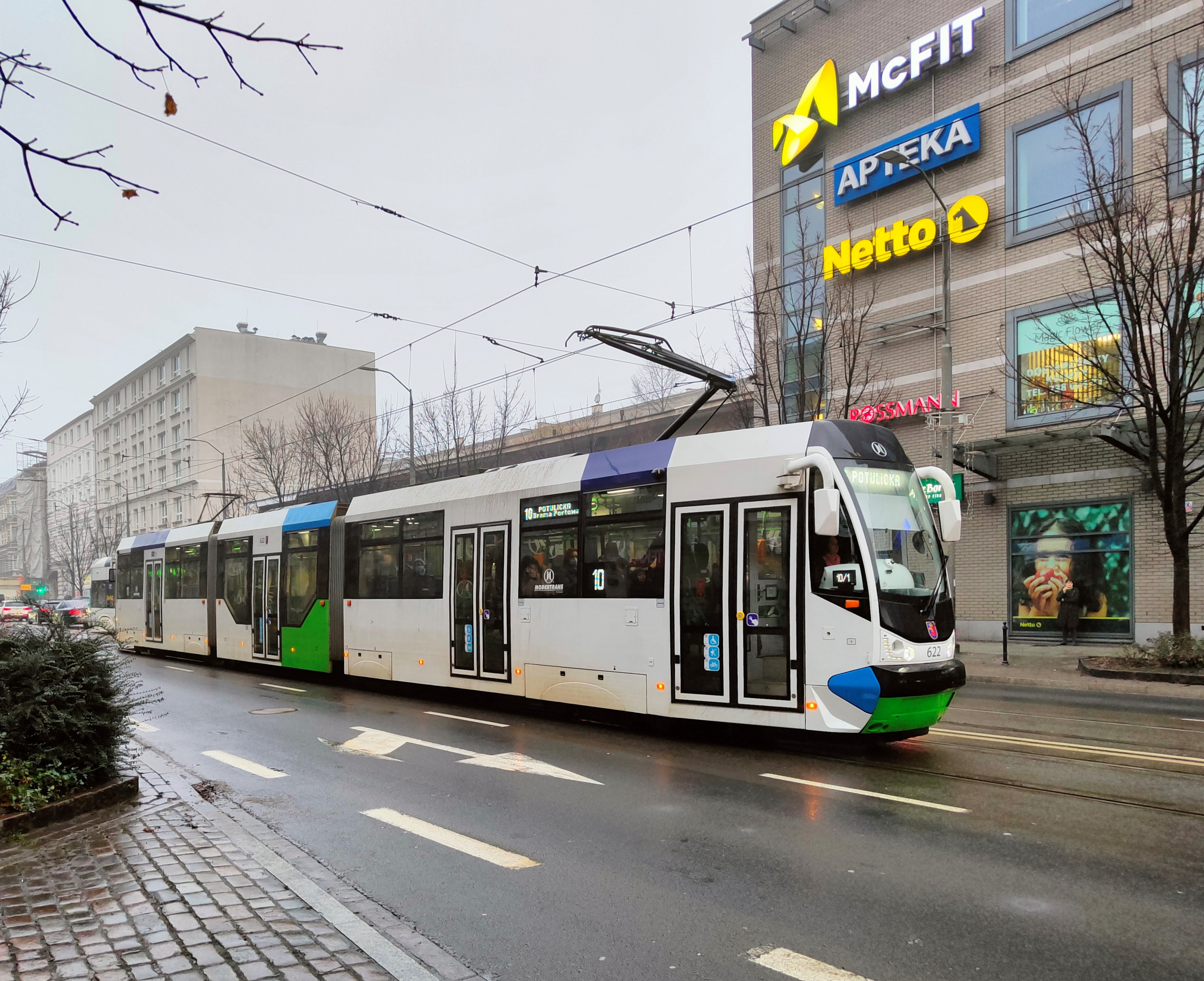
Moderus Beta MF 29 AC

11 marca 2013 Modertrans podpisał z Tramwajami Szczecińskimi umowę na dostawę elementów i podzespołów do jednego Moderusa Beta. 9 maja 2014 w godzinach porannych zostało dostarczone pudło wagonu wraz z wózkami do zakładów naprawczych przy ul. Klonowica, gdzie tramwaj był składany przez pracowników Tramwajów Szczecińskich, a w drugiej połowie sierpnia tramwaj był gotowy i rozpoczął testy. 27 sierpnia wagon samodzielnie przejechał z warsztatów, gdzie był składany, do zajezdni Pogodno. 4 września 2014 odbyła się prezentacja nowego tramwaju. Tego samego dnia podpisano umowę na dostawę elementów i podzespołów do drugiego wagonu, który również został złożony w Tramwajach Szczecińskich. 9 października wagon o numerze 601 rozpoczął kursy na linii nr 3 Las Arkoński – Pomorzany. 24 października do Szczecina dostarczono pudło drugiego Moderusa, 19 stycznia 2015 rozpoczął on kursy z pasażerami na linii nr 1, a na przełomie lutego i marca skierowano go do obsługi linii nr 3. Oba tramwaje trafiły do zajezdni Pogodno.
W grudniu 2017 TS podpisały z Modertransem umowę na dostawę elementów do własnego montażu 2 kolejnych tramwajów z możliwością rozszerzenia zamówienia o jeszcze 2 egzemplarze. Pudło pierwszego tramwaju dostarczono do Szczecina 20 marca 2018, a we wrześniu oba tramwaje z tego zamówienia były już w ruchu.
Pod koniec sierpnia 2020 roku Modertrans zwyciężył w przetargu na dostawę części do montażu dwóch tramwajów z opcją na dodatkowe dwa komplety podzespołów. Tramwaje miały zostać zmontowane w warsztatach Tramwajów Szczecińskich, lecz z powodu pandemii COVID-19 prace zostały wykonane przez personel ze Szczecina na terenie hal producenta. Pierwszy tramwaj dostarczono do szczecińskiej zajezdni Pogodno 14 grudnia 2020, a w połowie stycznia 2021 tramwaj rozpoczął kursy z pasażerami. We wrześniu 2021 Tramwaje Szczecińskie zdecydowały się skorzystać z opcji na 2 dodatkowe składy. Trzecia beta z tego zamówienia (czyli pierwsza z opcji) dotarła do Szczecina 28 grudnia 2021, a 1 lutego 2022 obydwa tramwaje były na stanie zajezdni Pogodno. W kwietniu 2023 podpisano umowę na dostawę elementów do własnego montażu 2 kolejnych dwukierunkowych bet. Natomiast w maju po raz pierwszy zaczęto wykorzystywać dwukierunkowość bet - modernizacja torowiska na placu Zwycięstwa wymusiła obsługę linii nr 8 w rejonie placu wahadłowo po jednym z torów i kończenie biegu tramwajów przy Bramie Portowej. 6 października 2023 dostarczono pierwszą z dodatkowych bet, a 21 października wyjechała na linię nr 10. W listopadzie dostarczono drugą dodatkową betę i tym samym zakończono zamówienie.

### Górnośląsko-Zagłębiowska Metropolia

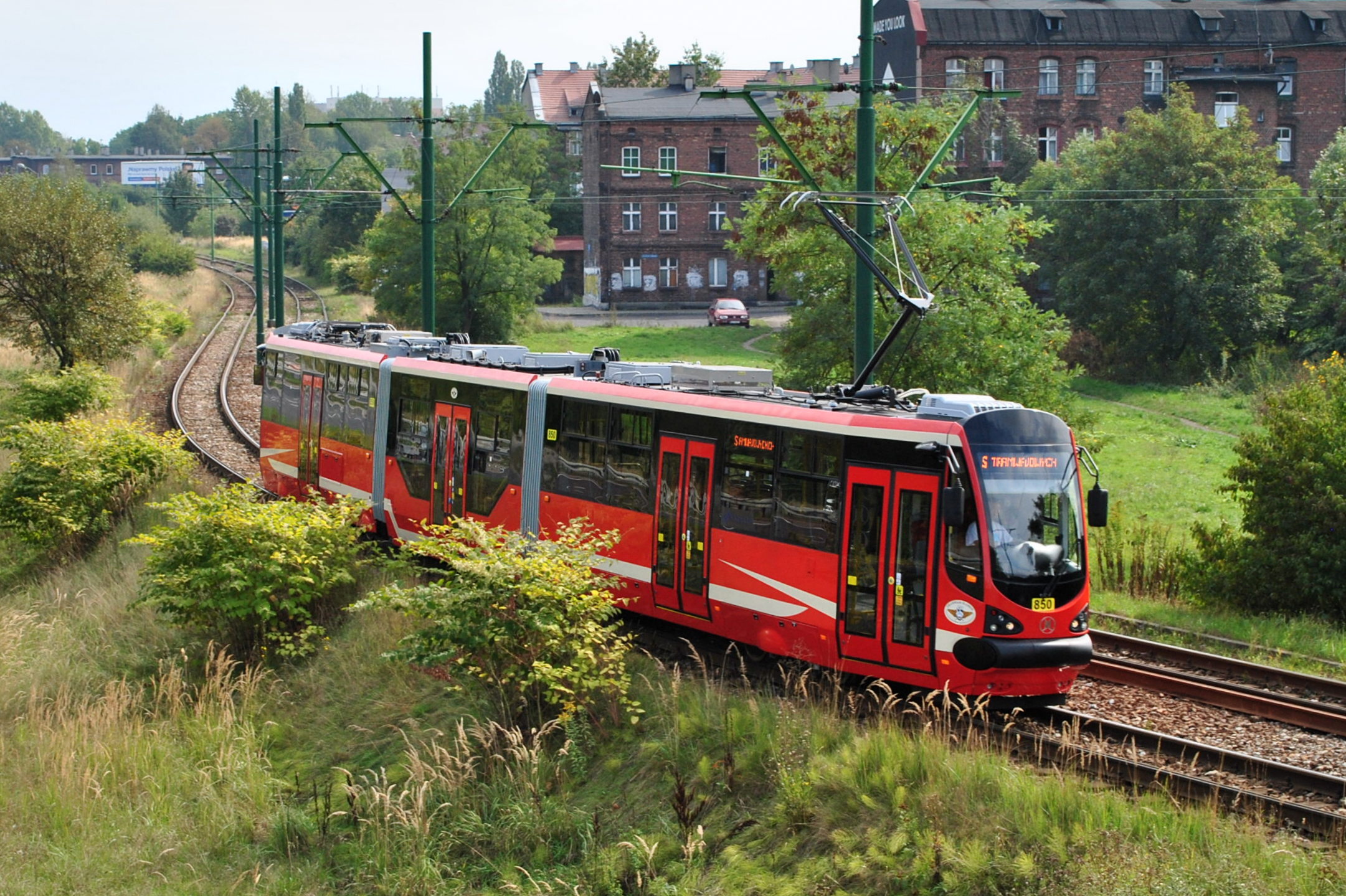
Moderus Beta MF 16 AC BD

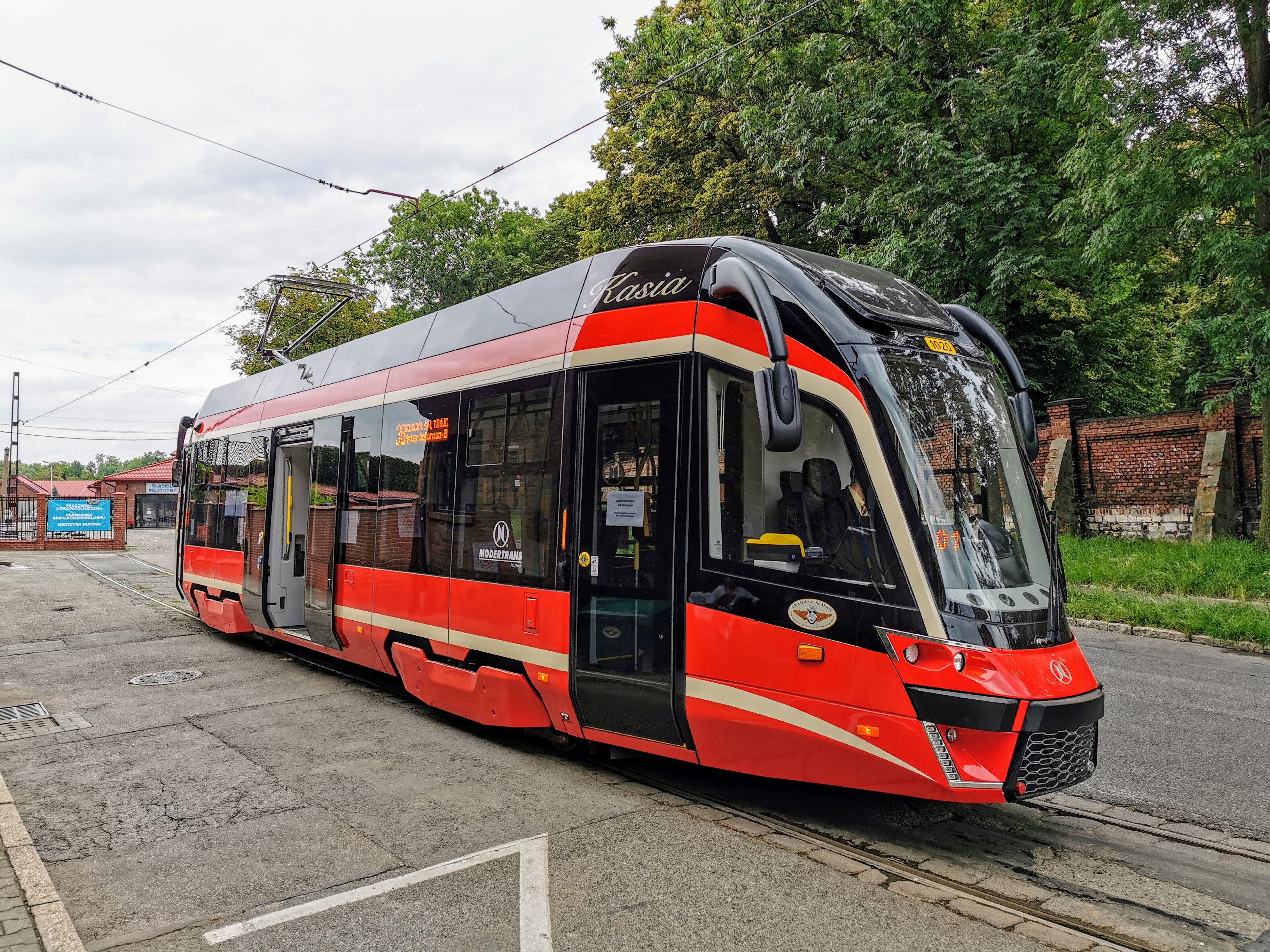
Moderus Beta MF 11 AC BD

27 listopada 2014 Modertrans podpisał ze spółką Tramwaje Śląskie umowę na dostawę 12 sztuk dwukierunkowych Moderusów Beta. Pierwszy tramwaj został dostarczony pod koniec sierpnia 2015 do zajezdni Stroszek. 19 września podczas dni otwartych Tramwajów Śląskich, tramwaje otrzymały imię Skarbek, które został wybrane we wcześniejszym głosowaniu pasażerów. 7 listopada 2015 dwa tramwaje rozpoczęły obsługę linii nr 5 łączącej Bytom z Zabrzem. Dostawy zakończono w połowie listopada. 5 tramwajów przydzielono do zajezdni Będzin, a pozostałe 7 do zajezdni Stroszek. 7 stycznia 2016 wszystkie 5 będzińskich bet skierowano do obsługi linii nr 21 Sosnowiec – Dąbrowa Górnicza Huta Katowice. W połowie 2016 roku bytomskie bety obsługiwały linie 5, 7 i 19.
8 marca 2018 Modertrans podpisał ze spółką Tramwaje Śląskie umowę na dostawę 10 sztuk (8 sztuk jednokierunkowych i 2 sztuk dwukierunkowych) jednoczłonowych tramwajów. Stylistyką nadwozia tramwaje te są oparte na tramwajach Moderus Gamma. W ramach zamówienia przewidziano prawo opcji na 5 dodatkowych tramwajów jednokierunkowych, z którego przewoźnik skorzystał. W lutym 2020 pierwszy tramwaj jednokierunkowy był gotowy i rozpoczął jazdy homologacyjne w Poznaniu, po zakończeniu których tramwaj został w nocy z 15 na 16 marca przetransportowany do zajezdni w Katowicach. W ostatnich dniach marca tramwaj uzyskał świadectwo homologacji, a 16 kwietnia rozpoczęły się jazdy testowe po miastach konurbacji. 22 kwietnia do zajezdni Franowo w Poznaniu przetransportowano pierwszy tramwaj dwukierunkowy, gdzie między 23 kwietnia a 1 maja był poddawany testom homologacyjnym.
20 czerwca 2020 tramwaje jednokierunkowe zadebiutowały w ruchu liniowym, trafiły one na linię 0, wraz z wyjazdami i zjazdami do zajezdni Stroszek jako linia 19. 9 lipca 2020 tramwaje dwukierunkowe rozpoczęły kursy z pasażerami na wznowionej linii 38. Od tego dnia wszystkie śląskie tramwaje z rodziny krótkich Moderusów identyfikowane są imieniem Kasia. 1 sierpnia 2020 wagony MF 10 AC rozpoczęły regularne kursy na linii 19. 10 sierpnia 2020 roku wagony MF 10 AC rozpoczęły kursowanie na linii 11. Dostawę wagonów zakończono z końcem września.

### Wrocław

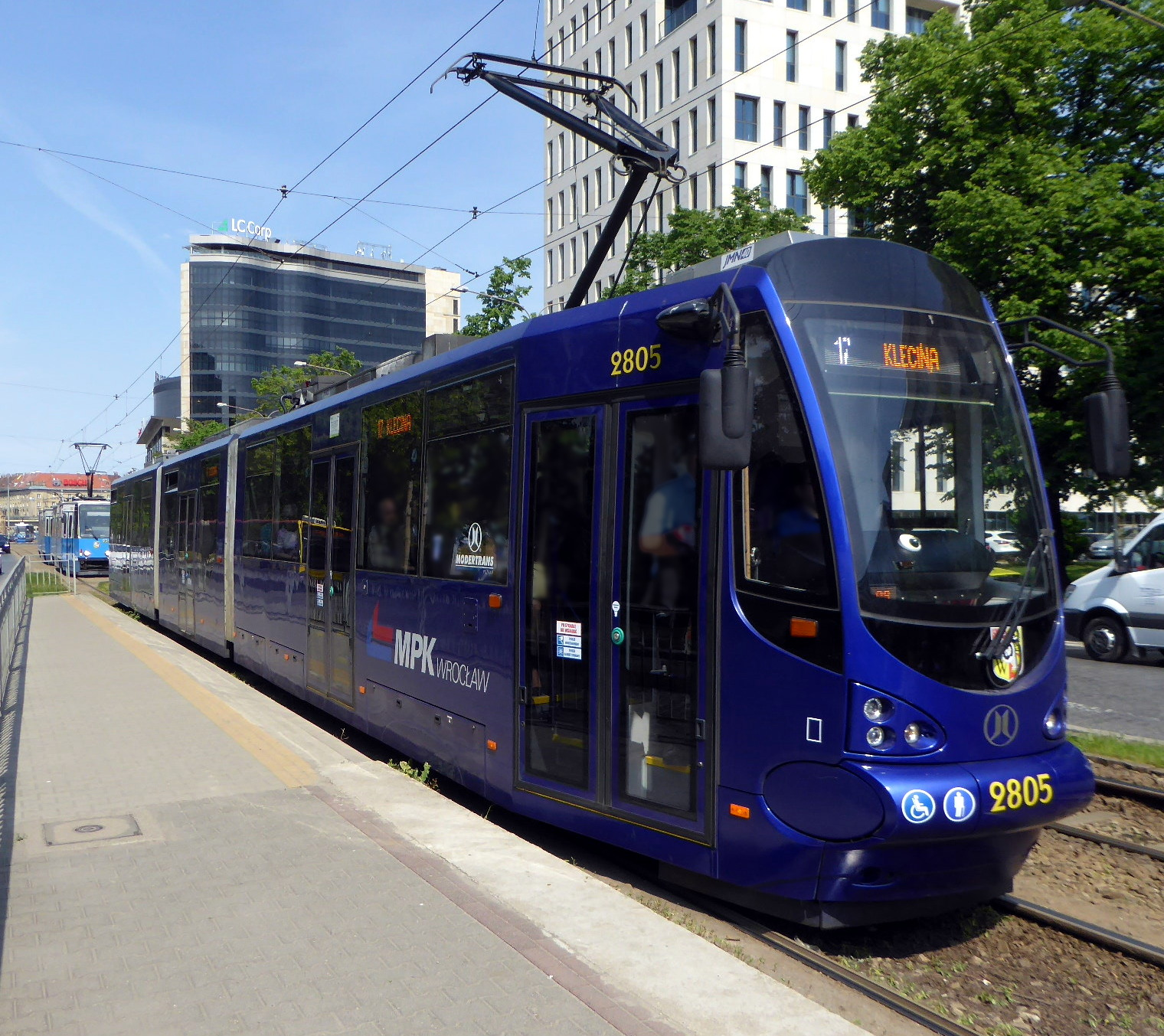
Moderus Beta MF 19 AC

7 lipca 2015 Modertrans podpisał z MPK Wrocław umowę na dostawę 6 tramwajów do końca 2015 roku z opcją na kolejnych 16 do końca 2017 roku. Zostały one zakupione z myślą zastąpienia najstarszych wagonów typu 105Na. 
11 grudnia 2015 dostarczono pierwszy tramwaj, w nocy z 13 na 14 grudnia kolejne trzy wozy, a 16 grudnia zakończono dostawy pojazdów. Tramwaje zostały przydzielone do zajezdni przy ul. Kamiennej i kilka dni później rozpoczęły jazdy testowe po mieście, które po jednym dniu zostały przerwane. 30 grudnia rozpoczęto eksploatację liniową dwóch bet. W dniu debiutu obsługiwały one linię nr 17.
W połowie 2016 wrocławskie MPK skorzystało z prawa opcji na 3 egzemplarze, a pod koniec roku na kolejnych 13. Pierwszy z dodatkowych tramwajów dostarczono w połowie stycznia 2017. Dostawy zakończono pod koniec roku.
3 czerwca 2017 w wyniku awarii drzwi pasażerka wypadła z tramwaju podczas jazdy.

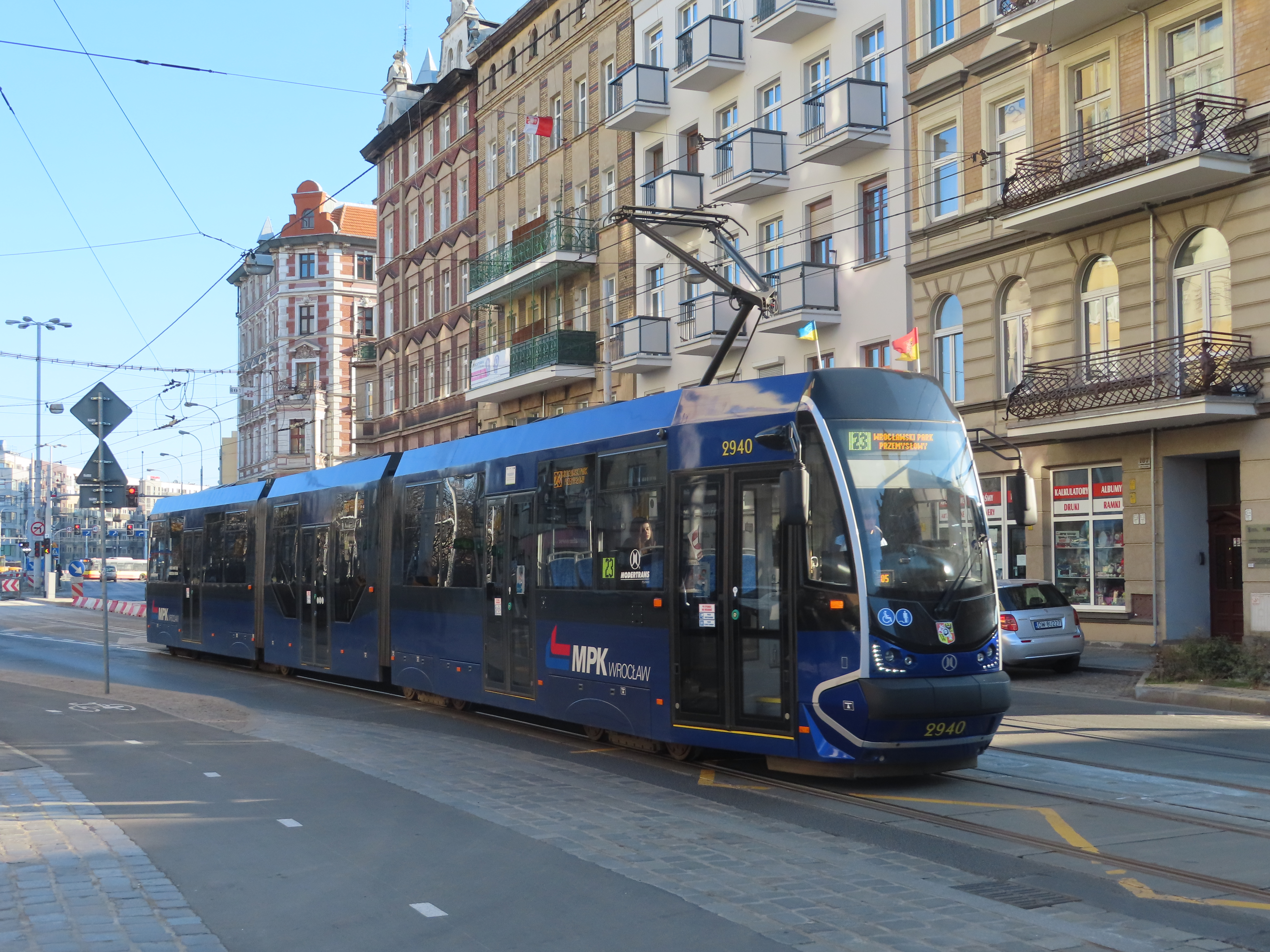
Moderus Beta MF 24 AC

13 października 2017 MPK zamówiło kolejnych 40 bet w ramach oddzielnego zamówienia. W nocy z 18 na 19 lutego 2018 dostarczono pierwszy egzemplarz z tego zamówienia. Do końca roku dostarczonych zostało łącznie 30 bet z tego zamówienia. 31 października 2019 dostarczono ostatnią betę z tego zamówienia.

### Elbląg

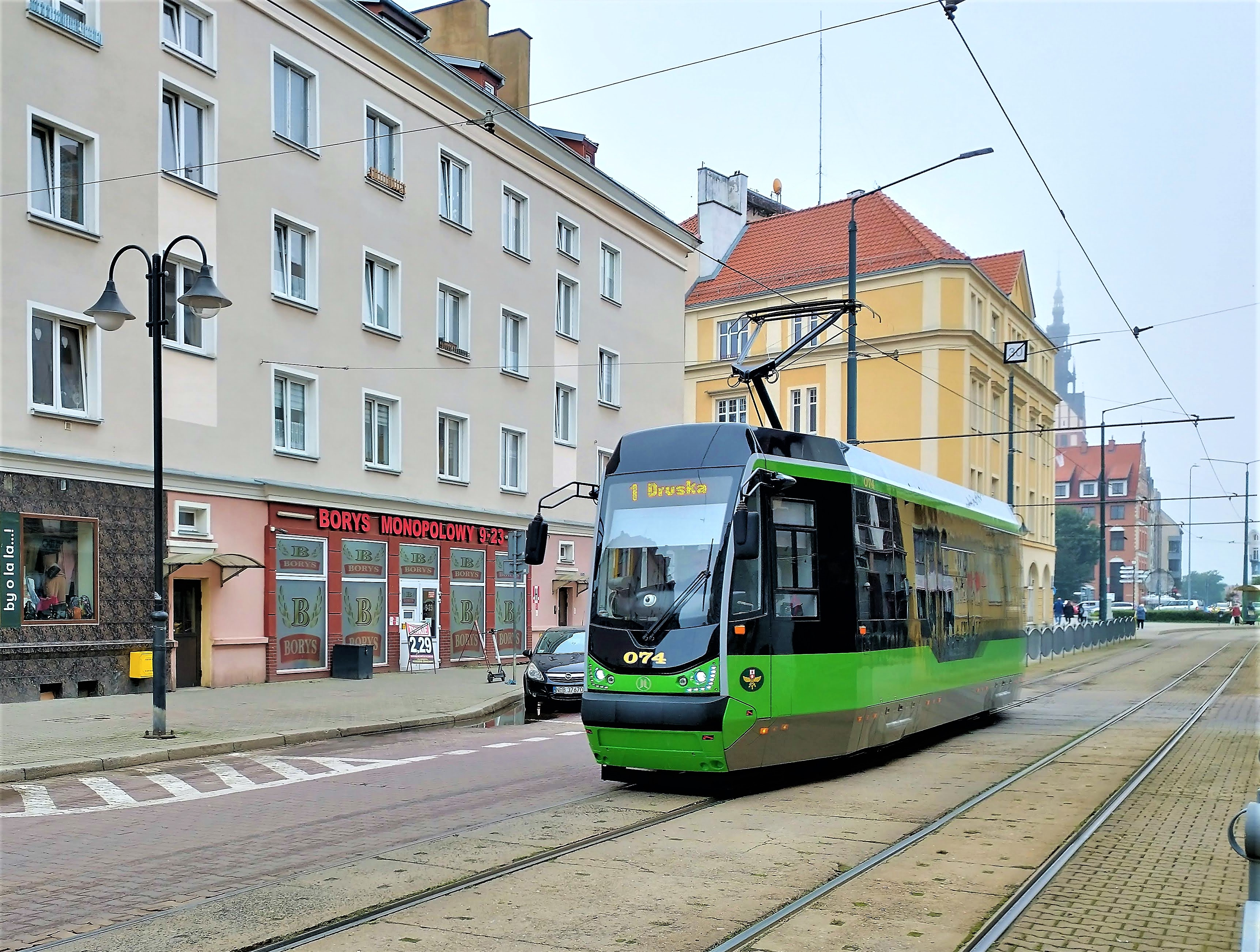
Moderus Beta MF 09 AC

W czerwcu 2017 podpisana została umowa na dostawę 3 jednoczłonowych tramwajów Beta MF 09 AC dla Elbląga, 17 stycznia 2019 na czwarty taki sam tramwaj, a w styczniu 2020 na piąty. Na początku listopada 2019 gotowy był pierwszy egzemplarz i został on przetransportowany do Łodzi celem wykonania niezbędnych badań poprzedzających uzyskanie świadectwa homologacji. W nocy z 19 na 20 stycznia 2020 do Elbląga dotarły 2 pierwsze tramwaje. 29 stycznia w Elblągu były 4 tramwaje, z których 2 były już odebrane. Ostatni (piąty) tramwaj dostarczono w kwietniu 2021.

### Grudziądz

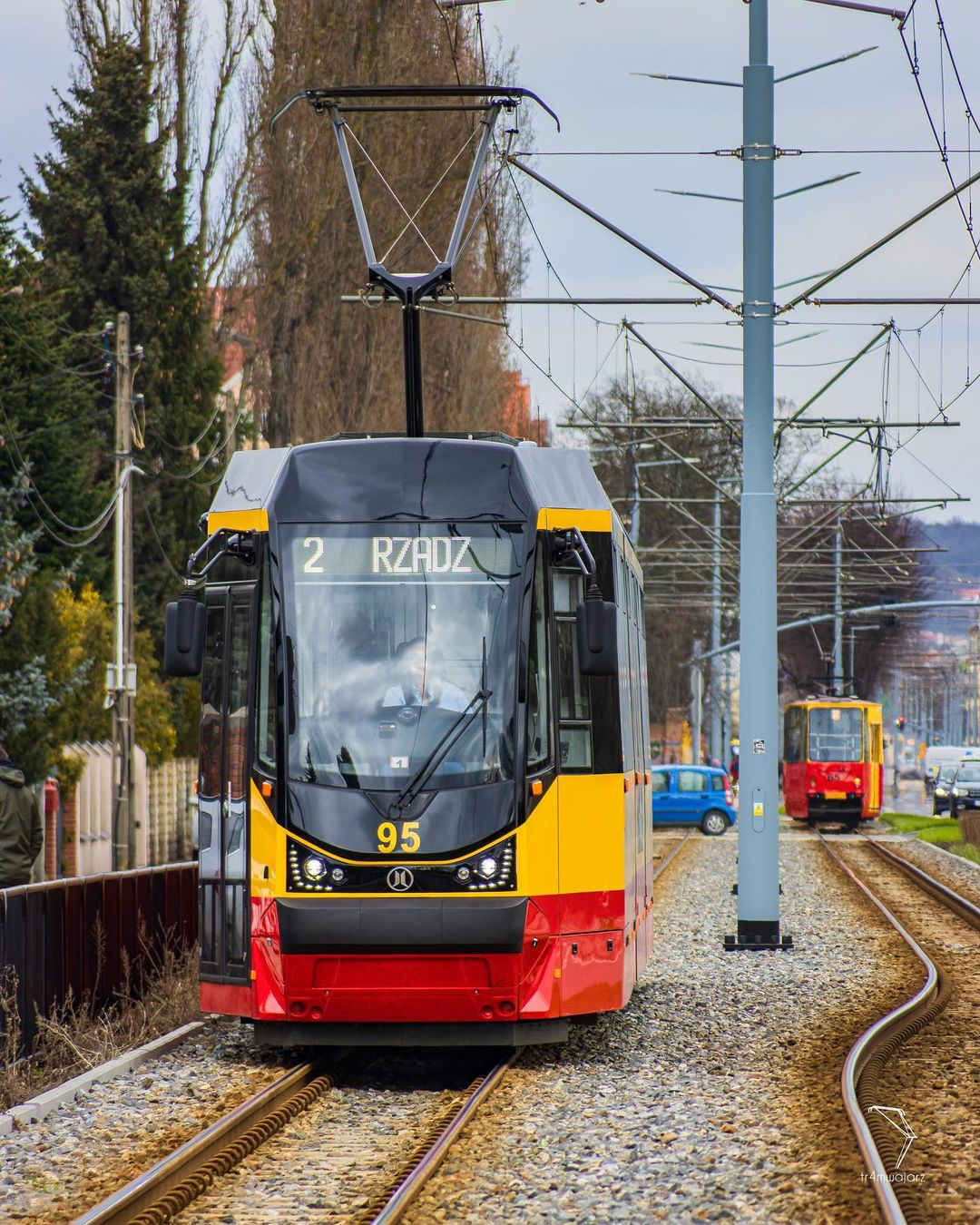
Moderus Beta MF 28 AC

25 marca 2021 podpisana została umowa na dostawę 4 Bet MF 28 AC dla MZK Grudziądz. Pierwszy z nowych tramwajów na początku maja 2022 trafił do Łodzi celem wykonania testów, w nocy z 30 na 31 maja 2022 dostarczono go do Grudziądza, a 10 czerwca odbyła się jego oficjalna prezentacja. Na początku września pierwszy z tramwajów zadebiutował w ruchu liniowym, a 2 kolejne były już w Grudziądzu.
7 listopada 2024 podpisano umowę na dostawę 3 kolejnych Bet dla MZK Grudziądz.